# Montenegrinische Küche

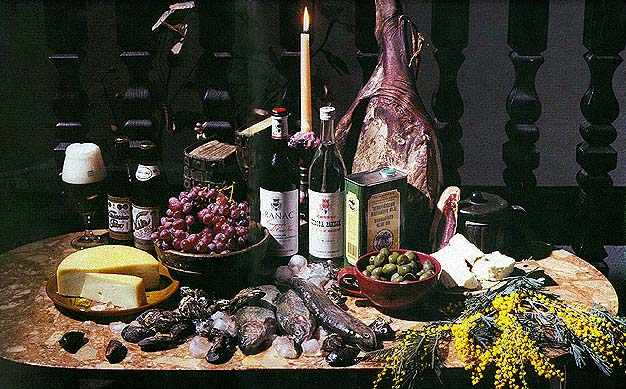
Montenegrinische Lebensmittel

Die montegrinische Küche zeigt Einflüsse der anderen Staaten des ehemaligen Jugoslawiens. Sie ist der bosnischen, kroatischen (hier besonders der dalmatischen) und serbischen Küche sehr ähnlich.

## Fischgerichte
Fischgerichte finden an der Küste, aber auch an den vielen Flüssen sehr große Beachtung. Fisch wird in vielen unterschiedlichen Variationen angeboten, eine Spezialität in Podgorica ist Karpfen mit Pflaumen. An der Adriaküste Montenegros bekommt man zahlreiche Fischsorten wie Forelle und Zander und im Landesinneren Fische wie Latnica, der im Skutarisee lebt.

## Fleischgerichte
Fleisch spielt eine zentrale Rolle und kann durchaus deftig sein. Besonders beliebt ist gegrilltes Lamm. Eine beliebte Spezialität ist auch das Njegusi-Schnitzel: Es wird mit Kajmak bestrichen, mit Schafskäse und Schinken belegt; dann wird es samt Füllung eingerollt, mit Olivenöl bestrichen und durch verquirlte Eier gezogen und gebraten.

## Desserts
Die Desserts sind von der osmanischen Küche geprägt, wie beispielsweise Baklava, Tulumbe oder der traditionelle Brautabendkuchen.